# Asparagus turkestanicus
Asparagus turkestanicus — вид рослин із родини холодкових (Asparagaceae).

## Середовище проживання
Ареал: Казахстан, Туркменістан, Узбекистан.